# メディカルセンター停留場
メディカルセンター停留場（メディカルセンターていりゅうじょう、メディカルセンター電停）は、長崎県長崎市新地町にある長崎電気軌道大浦支線の路面電車停留場。駅番号は47。5号系統が停車する。
長崎みなとメディカルセンターの最寄り停留場である。

## 歴史

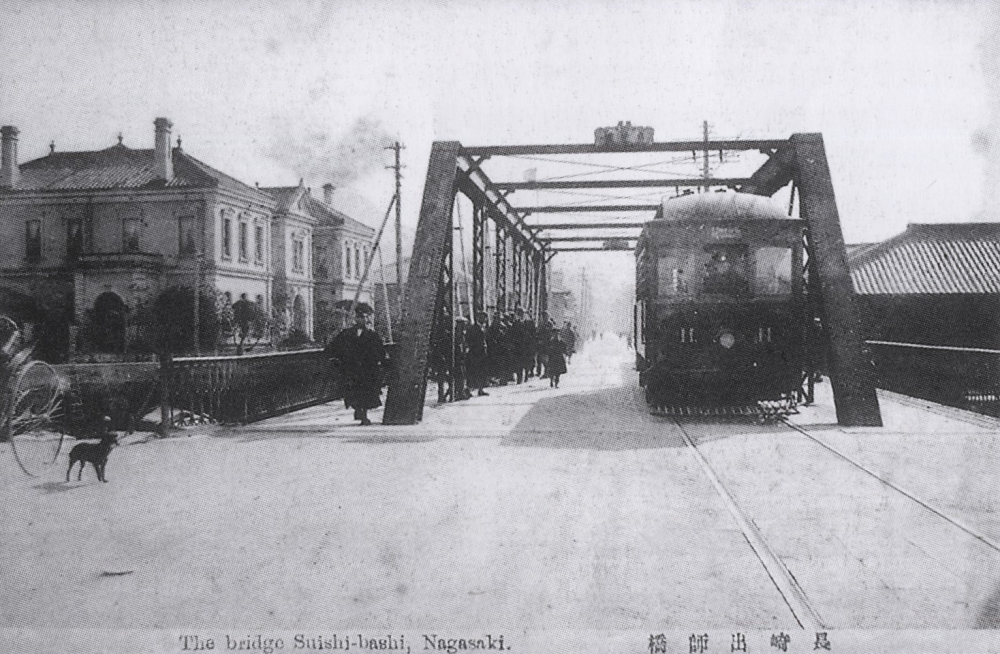
出師橋を渡る路面電車（大正時代）

当停留場は1916年（大正5年）に出師橋停留場（すいしばしていりゅうじょう）として開業した。「出師橋」はかつて当地に架かっていた橋の名前で、日露戦争の際に兵士が出征した地であることからその名が付けられた。停留場は太平洋戦争下の1944年（昭和19年）に急行運転が開始されるといったん廃止される。再開したのは戦後、1949年（昭和24年）のことであった。
出師橋が撤去されたのは1961年（昭和36年）。橋上を通っていた長崎電軌の軌道もこの時移設され、旧線上の出師橋停留場は廃止、新線に移設のうえ市民病院前停留場（しみんびょういんまえていりゅうじょう）に改称した。メディカルセンター停留場に改称したのは2018年（平成30年）のことである。

### 年表
- 1916年（大正5年）12月27日：出師橋停留場として開業[4][6]。
- 1944年（昭和19年）1月：戦時中の急行運転により廃止[4]。
- 1949年（昭和24年）2月：復活[4]。
- 1961年（昭和36年）10月5日：ルート変更により旧線上の停留場を廃止[4]、新線上に移設し市民病院前停留場に改称[6][7]。
- 1990年（平成2年）6月17日：築町寄りに0.1キロメートル移設[4]。
- 2018年（平成30年）8月1日：メディカルセンター停留場に改称[5][8]。

## 構造
メディカルセンター停留場は併用軌道区間にあり、道路上にホームが置かれる。ホームは2面あり、2本の線路を挟んで向かい合わせに配置されている（相対式ホーム）。線路の東側にあるのが石橋方面行き、西側にあるのが新地中華街方面行きのホーム。

## 利用状況
長崎電軌の調査によると1日の乗降客数は以下の通り。
- 1998年 - 1,385人[1]
- 2015年 - 600人[11]

## 周辺
停留場の前には長崎みなとメディカルセンターがある。病院前にはトーマス・グラバーが当地で日本初の鉄道（実験線）を走らせたことを記念する「我が国鉄道発祥の地」の碑が立つ。観光名所のオランダ坂も近いが、観光客の利用はあまりない。このほか、活水女子大学（東山手キャンパス）の最寄停留場でもある。
大浦支線から長崎駅前方面に電車で向かうには、隣の新地中華街停留場での乗り換えを必要とする。この新地中華街での乗り換えの不便さなどを解消するため、当停留場から直線で400メートルほどの距離にある本線の出島停留場までの区間を軌道で結び、新地中華街を経由しない短絡線を開通させるという構想がある。
- 長崎水辺の森公園
- ながさき出島道路出入口
- 海星中学校・高等学校
- ホテル ニュータンダ

## 隣の停留場
長崎電気軌道
大浦支線
新地中華街停留場 (31) - メディカルセンター停留場 (47) - 大浦海岸通停留場 (48)
- 1990年までは隣の新地中華街停留場との間に入江町停留場 (46)が存在した。